# Paulo Costa (calciatore)
Paulo Sérgio Cardoso da Costa (Moita, 5 dicembre 1979) è un ex calciatore portoghese, di ruolo centrocampista.

## Carriera
Dopo aver cominciato la carriera in patria all'Alverca, nel 2000 Paulo Costa arriva in Italia all'Inter, venendo mandato subito in prestito alla Reggina: in maglia amaranto disputa 23 partite e segna un gol nella vincente gara con il Milan (2-1); a fine anno la squadra calabrese retrocede in Serie B. Per la stagione successiva torna in patria, sempre in prestito, al Porto, dove in una stagione disputa 10 gare.
Nel 2002 è di nuovo in Italia, stavolta al Venezia in Serie B, di nuovo in prestito dall'Inter: con la squadra veneta gioca 20 partite in campionato. Nel 2003 viene acquistato a titolo definitivo dal Bordeaux, club al quale rimane legato contrattualmente fino al 2005; in Francia gioca poco e nella stagione 2004-2005 viene mandato in prestito al Gil Vicente.
Nel 2005 si trasferisce in Grecia all'Aris Salonicco, dove gioca due stagioni, la prima in Beta Ethniki (seconda serie) e in Coppa UEFA, la seconda in Alfa Ethniki (massima serie), collezionando in tutto 42 presenze e segnando 7 gol. Nel 2007 approda nel calcio cipriota all'Aris Limassol; a gennaio 2008 si trasferisce all'Anorthōsis, club col quale gioca pure in Champions League (primo club cipriota a giocare la fase a gironi della massima competizione continentale per club).
A dicembre 2008 si lega per sei mesi all'APOEL di Nicosia, squadra che lascerà il 13 marzo 2009 con una rescissione. Nell'agosto del 2009 ritorna in Grecia firmando un biennale con il Levadiakos e nel gennaio del 2010 ritorna nuovamente a Cipro per giocare con l'APOP Kinyras Peyias detentore della Cyprus Cup.